# Elizabeth Boa
Elizabeth Boa FBA (nascida em 1939) é uma estudiosa britânica de literatura alemã e professora emérita de alemão na Universidade de Nottingham. Ela ingressou na Universidade de Nottingham em 1965 e, com exceção de dois anos na Universidade de Manchester (1994-1996), passou a sua carreira lá. Ela foi eleita Fellow da Academia Britânica em 2003.

## Publicações seleccionadas
- Boa, E. 1987. The Sexual Circus: Wedekind's Theatre of Subversion 1987. Oxford e Nova York, Blackwell.
- Boa, E. 1996. Kafka: Gender, Class, and Race in the Letters and Fictions. doi:10.1093/acprof:oso/9780198158196.001.0001
- Boa, E. e Palfreyman, R. 2000. Heimat - a German Dream: Regional Loyalties and National Identity in German Culture 1890-1990 2000. Imprensa da Universidade de Oxford.